# Царьов Ігор Вадимович
Царьов Ігор Вадимович (рос. Игорь Вадимович Царёв, справжнє прізвище — Могила; 11 листопада 1955, Гродеково — 4 квітня 2013, Москва
) — російський поет і журналіст. Лауреат премії Поет року (рос. Поэт года) 2012 року.

## Життєпис
Народився 11 листопада 1955 року на Далекому сході (селище Гродеково Приморського краю), вищу освіту здобув у Ленінграді — закінчив Ленінградський електротехнічний інститут (нині — Санкт-Петербурзький державний електротехнічний університет), останні роки постійно жив і працював у Москві, де й помер 4 квітня 2013 року.
Яко журналіст співпрацював з газетами «Труд», Московський комсомолець" та «Російська газета». Автор приблизно 400 публікацій і 12 науково-популярних книг, виданих видавництвами «Советский писатель», «ГОЛОС», «РИПОЛ классик», «АиФ-Принт», «ОЛМА». 2001 року прийнятий до Спілки письменників Росії яко прозаїк. 2002 року Московська організація Спілки письменників Росії видала його першу книгу віршів «Море камни не считает». 2011 року у поетичній серії київського літературного фестивалю «Каштановий Дім» була видана книга віршів «Соль мажор». Вірші також оприлюднено російськими і міжнародними літературними журналами й альманахами «Поэзия», «Воскресенье», «Заблудившийся трамвай», «45-я параллель», «Ковчег», «Сибирские огни», «Дальний Восток», «Каштановый дом», «Чайка», «Окна», «АКМЕ», «Лит-э-лит» тощо.
Переможець поетичних конкурсів «Споёмте, друзья — 2008», «Серебряный стрелец −2008», «Заблудившийся трамвай — 2011», міжнародного конкурсу художньої творчості «По Чехову», номінації «Большая поэзия» «Международного Всероссийского фестиваля авторской песни имени Валерия Грушина» (2013 рік), Гран-прі міжнародного конкурсу «45-й калибр», призу президента Спілки письменників ХХІ століття (Союз писателей XXI века), призу літературно-музичного салону «Дом Берлиных» 2013 року. Інші нагороди: «Золотая Есенинская медаль», «медаль А. С. Грибоедова», дипломи «Золотое перо Московии», «Золотое перо Руси», «За верное служение Русской культуре и литературе», имені В. І. Вернадського, имені А. А. Блока.
У 2013—2014 роках відбувся Відкритий Чемпіонат Ганновера з Російської Словесності, присвячений пам'яті І. В. Царьова.
В Університеті Ніцци у 2015 році професором Анатолієм Ліврі був прочитаний курс семінарів для студентів та аспірантів, у який було включено творчість Ігоря Царьова.
Вірші Ігоря Царьова перекладалися українською та болгарською мовами (автори перекладів: Петро Голубков, Олег Антонюк, Микола Сисойлов, Владислав Антипов, Красимир Георгієв).
У 2013 році видана посмертна збірка віршів «Люблячи та вірячи всупереч» (рос. «Любя и веря вопреки»).
У 2014 році була надрукована книга «Янгол з Чертаново» (рос. «Ангел из Чертаново») про життя та творчість Ігоря Царьова, яку написала його дружина Ірина Царьова, член Союзу Письменників Росії.
У 2016 році були випущені два музичні СД-диски з піснями 26-ти авторів на вірші Ігоря Царьова.

2013 року заснована Міжнародна літературна премія імені Ігоря Царьова. Серед засновників премії: Марк Григорович Розовський — драматург, режисер театру «У Никитских ворот», Людмила Миколаївна Мережко — заслужений працівник культури Російської Федерації, директор «Московського літфонду», Міжнародний літературний журнал «Зарубежные задворки» (Німеччина), проект «Русское безрубежье» (США), «Южнорусский союз писателей» (Україна), міжрегіональна громадська організація — Літературно-громадське об'єднання «Изба-Читальня» та близькі родичі самого поета.